# 津田勉
津田 勉（つだ つとむ、1939年10月6日 - ）は三重県の政治家で教育者。学校法人津田学園の創設者で初代理事長。津田学園最高顧問（現在）。1975年から1999年までの6期24年間に三重県議会議員として活動していた。元三重県議会議長。三重県四日市市小山田地区の美里町出身。平成21年に旭日小綬章を受勲。平成25年に県民功労者表彰（地方自治功労賞）を受ける。

## 経歴
昭和14年生まれで昭和27年3月に三重郡小山田村立小山田小学校（現在の四日市市立小山田小学校）を卒業。昭和30年3月に三重郡水沢村立水沢中学校（現在の四日市市立西陵中学校）を卒業。東洋町商店街周辺の富洲原地区民になり三重県立四日市高等学校普通科に通う。四日市高等学校を卒業した後に東京都に上京して、早稲田大学政治経済学部政治学科を卒業する。
早稲田大学卒業後は日本楽器株式会社に勤務を経て、その後衆議院議員山本幸雄の秘書となる。その後、学校法人津田学園を設立。また、自由民主党所属の三重県議会議員となる。

## 活動
- 昭和50年から平成11年まで24年間三重県議会議員の以下の役職を歴任する。
  1. 三重県議会の監査委員
  2. 四日市港管理組合議長
  3. 三重県議会副議長(第81代)
  4. 三重県議会議長(第82代)
- 1989年5月から～1990年5月の期間に三重県議会議長となった。[1]

- 昭和47年に学校法人津田学園を創立。同年4月四日市市笹川に笹川幼稚園（現津田第一幼稚園）を、その後4つの幼稚園を開園する。さらに桑名市野田に津田学園小学校・津田学園中学校・高等学校そして2つの専門学校（津田体育専門学校　津田情報ビジネス専門学校）を開校させる。同時にスポーツや芸術・文化振興を目的とする各種教室も開設し、津田学園を総合学園に発展させた。
- 昭和47年に笹川幼稚園（現在の津田第一幼稚園）を開園させる。
- 昭和49年に笹川第二幼稚園（現在の津田第二幼稚園）を開園させる。
- 昭和53年に三滝幼稚園（現在の津田三滝幼稚園）を開園させる。
- 昭和57年に桑名中央幼稚園（現在の津田桑名幼稚園）を開園させる。
- 昭和60年に津田学園附属幼稚園（現在の津田大山田幼稚園）を開園させる。
- 昭和61年に津田学園中学校を開校する。
- 同年体育専門学校を開校する。
- 昭和62年に津田学園高等学校を開校する。
- 平成3年に津田情報ビジネス専門学校を開校する。
- 平成16年に津田学園小学校を開校する。

## プロフィール
- 趣味は音楽鑑賞・スポーツ観戦。
- 家族は妻と、長女と、三重県議会議員の長男である津田健児と、二男の津田浩二（津田学園理事長）がいる。
- 信条は努力と誠実である。
- 四日市市笹川地区在住[1]。